# The Day of Doom

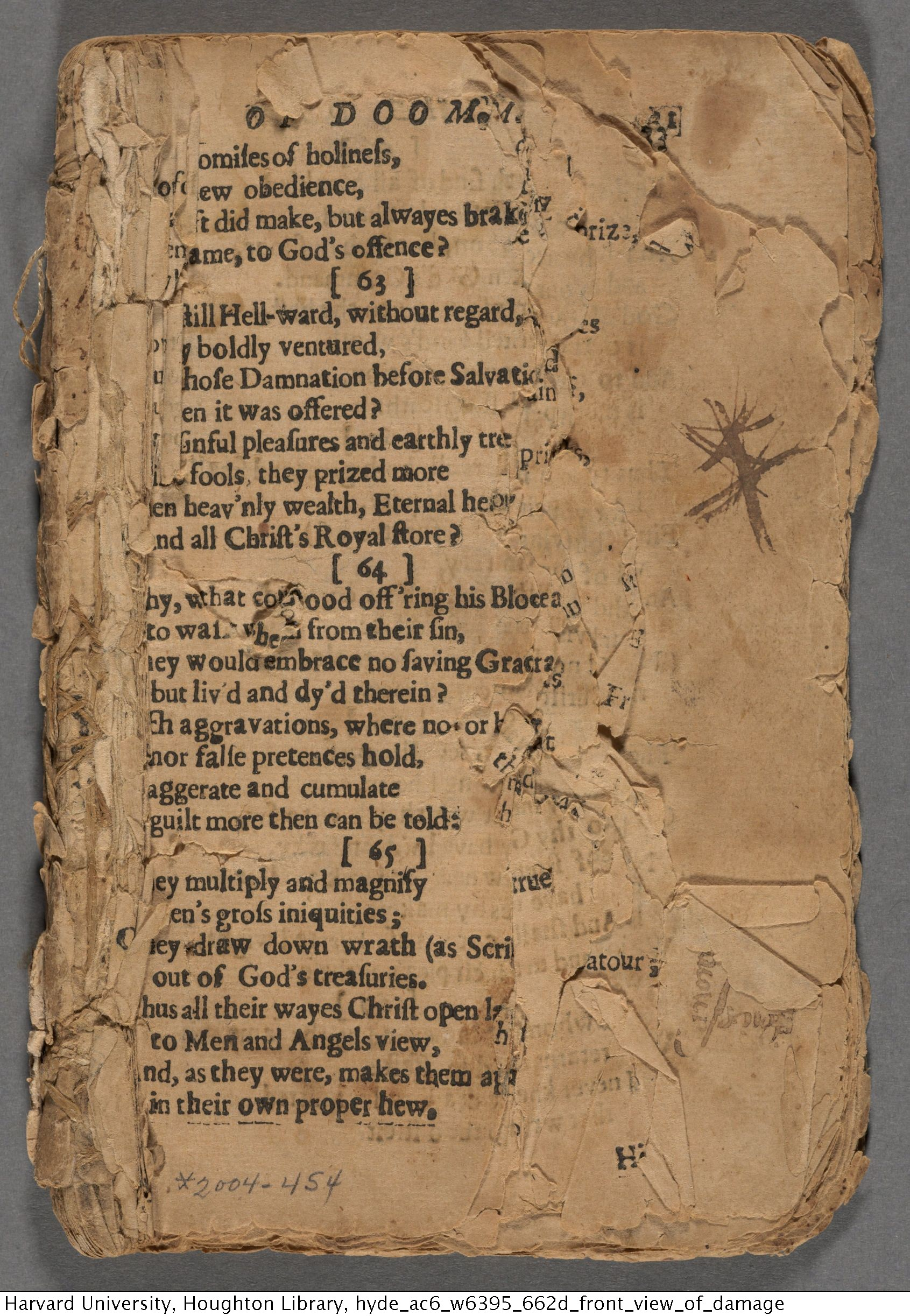
Fragment pierwszego wyadania poematu The Day of Doom (Houghton Library, Harvard University).

The Day of Doom – poemat religijny Michaela Wiggleswortha, wydany w 1662. Zawiera opis Sądu Ostatecznego. Utwór zdobył sporą popularność w Nowej Anglii. Żaden inny poemat nie cieszył się takim zainteresowaniem czytelników przed wystąpieniem Henry'ego Wadswortha Longfellowa. W ciągu pierwszego roku sprzedano niemal 1800 kopii. Charakteryzuje się regularną budową. Składa się z 224 zwrotek o rytmice typowej dla angielskich ballad. Został napisany strofą ośmiowersową z rymami wewnętrznymi:
Still was the night, serene and bright,
When all men sleeping lay;
Calm was the season, and carnal reason
Thought so ’t would last for aye.
Soul, take thine ease, let sorrow cease,
Much good thou hast in store:
This was their song, their cups among,
The evening before.